# Rápido y fácil
Rápido y fácil (a menudo abreviado con sus iniciales: RyF) es un sistema de juego genérico modular con licencia Creative Commons Attribution-Share Alike 2.5 Generic.

## Descripción general
Rápido y fácil emplea un sistema de colaboración Wiki, lo que le ha permitido desarrollar, entre diversos usuarios, una amplia variedad de reglamentos opcionales y mundos en los que ambientar partidas de rol.
Actualmente, es descargable gratuitamente la versión digital, y la versión en papel ya puede comprarse también.
Posiblemente (no hay datos que indiquen lo contrario) haya sido el primer juego de rol del mundo en ser publicado en formato ebook (Rápido y fácil fue publicado en epub el 23 de octubre de 2009).

## Qué esRápido y fácil
Rápido y fácil es un juego de rol de licencia libre, concretamente CC-BY-SA, cuyo desarrollo está basado en una wiki (aunque tiene versión impresa vía Lulu).
Como su nombre bien indica, las premisas de Rápido y fácil es hacer un juego sencillo y que sea rápido de aprender y de aplicar, permitiendo que en diez minutos se hagan fichas listas para jugar y que las acciones dentro de la partida también se resuelvan de la manera más rápida posible.
Rápido y fácil es un sistema genérico y en el proyecto básico ya hay normas para jugarlo en una ambientación medieval, contemporánea e incluso futura. Además, por su propia naturaleza abierta se ha usado en varios proyectos con ambientaciones concretas, desde la mítica fantasía medieval de héroes de leyenda hasta un zombiesco mundo paralelo en Apoptosis pasando por bizarras conversiones de los MMORPG para jugar en mesa con Héroes Digitales.
A muchos os sonará el término KISS (Keep it Simple, Stupid), esa es la filosofía RyF.

### Creación de personajes
En Rápido y fácil los personajes jugadores están constituidos por seis atributos (aunque el carisma es opcional) cuyos valores numéricos oscilan entre 2 y 10 puntos. Estos valores no cambian a lo largo de la existencia del personaje. El personaje también dispone de una lista de habilidades, también expresadas en valores numéricos comprendidos entre 0 y 10 (el número de habilidades cambia dependiendo de la ambientación, pero suele ser de una treintena, aunque algunas habilidades son opcionales).
No hay profesiones, aunque si ocupaciones. Esto se ha de leer como que tú escoges una ocupación (soldado, por ejemplo), y te gastas los puntos en las habilidades que serían las de esa ocupación (armas, supervivencia, etc.).
Los puntos de experiencia suelen ir sobre los 7 por sesión y se gastan habilidad por habilidad.

### Cómo se juega
Una de las características que hace de Rápido y fácil un sistema de juego diferente es su tirada típica. Esta se llama «Un dado objetivo de tres dados de diez» o «1o3D10». Consiste en tirar tres dados de diez caras y de los tres resultados retener únicamente el valor intermedio. Si por ejemplo tiramos los tres dados y salen un 3, un 9 y un 6, el resultado de la tirada es un 6, valor intermedio entre el 3, el valor más bajo, y el 9, el más alto (3-[6]-9).
Con esto se consigue una mínima campana de Gauss, por lo que a diferencia de los juegos tradicionales donde las probabilidades de sacar un número concreto eran iguales, aquí es más probable sacar el número medio (5 y 6) y mucho menos probable pifiar o sacar un crítico. Esto dota al sistema de algo más de realismo ya que en nuestro día a día solemos rendir siempre igual y solo en casos excepcionales hacemos algo muy bien o muy mal (con el sistema tradicional una de cada diez veces o fallamos estrepitosamente o hacemos algo maravilloso).
A la hora de jugar, se han de superar dificultades con la suma de atributo+habilidad+1o3D10. También tenemos tiradas enfrentadas en que ambos contrincantes tirar la combinación anteriormente citada y el que saque más, gana.
Las dificultades van de 5 a 30, siendo 15 la dificultad media.
Otra característica es la «explosión del dado» que ocurre cuando sacamos el máximo volvemos a tirar y sumamos el resultado. Por ejemplo, si sacamos 3-10-10, volvemos a tirar, si saliera 3-5-7 el total sería 15 (10 de la primera y 5 de la segunda). De esta forma se consiguen resultados excepcionales cuando sacamos una gran tirada. En cosas como el daño esta característica hace que una daga pueda ser realmente mortal.
Como en otros muchos juegos también existen críticos y pifias que se consiguen cuando se sacan 3 número iguales. Cuando superamos la tirada es crítico, cuando no, es pifia. Por ejemplo, 3-3-3 cuando necesitamos sacar 5 es pifia, 6-6-6 cuando necesitamos 5 en el dado objetivo es crítico.
Además RyF añade una cuantas reglas opcionales para añadir detalle. Una curiosa es el token de la muerte, que es un objeto que el jugador (ojo, no el personaje) tiene a mano. En cualquier momento el jugador puede dar el token al director de juego y en ese momento, en vez de quedarse con el dado medio en la tirada, se quedará con el mayor, aumentando así exponencialmente las posibilidades de éxito. Pero, de la misma forma, en cualquier momento el director puede devolver el token al jugador, provocando que en la siguiente tirada el jugador deba quedarse con el dado menor, casi asegurando un fallo estrepitoso.

## Sistemas de juego y ambientaciones
Estos son algunos de los sistemas de reglamento y ambientaciones ya jugables:
- Rápido y fácil básico
- Rápido y fácil medieval
- Space RyF
- Rápido y fácil actual
- Rápido y fácil apoptosis
- Ocaso (Japón Feudal)
- El Senyor dels Anells